# Sinagoga Española y Portuguesa de Montreal
La sinagoga Española y Portuguesa de Montreal (en francés: Synagogue espagnole et portugaise de Montréal; también conocida como She'erit Israel) es una sinagoga de Montreal, situado en la calle St. Kevin en Snowdon, que constituye la más antigua comunidad judía en Quebec y en Canadá. La Congregación remonta su historia a 1760 y se constituyó formalmente en 1768. Está afiliada a la Unión Ortodoxa. Algunos de los rabinos notables de la sinagoga han incluido a Abraham de Sola (1825-1882) y su hijo Meldola de Sola (1853-1919). El rabino principal actual es el rabino Shachar Orenstein. El rabino Joseph Howard, quien ha servido a la comunidad desde 1970, es el rabino emérito.